# Chiefs de Milwaukee
Les Chiefs de Milwaukee sont une franchise de hockey sur glace ayant évolué dans la Ligue internationale de hockey.

## Historique
L'équipe a été créée en 1952 à Milwaukee au Wisconsin et fit partie de la LIH durant deux saisons, jusqu'en 1954, année où la conscession cessa ses activités.

### Saisons en LIH
Note: PJ : parties jouées, V : victoires, D : défaites, N : matchs nuls, DP : défaite en prolongation, DF : défaite en fusillade, Pts : Points, BP : buts pour, BC : buts contre, Pun : minutes de pénalité
| Saison    | PJ | V  | D  | N | Pts | Classement  | Séries éliminatoires | Entraîneur    |
| --------- | -- | -- | -- | - | --- | ----------- | -------------------- | ------------- |
| 1952-1953 | 60 | 15 | 42 | 3 | 33  | 6e rang LIH | n/d                  | Mud Bruneteau |
| 1953-1954 | 64 | 13 | 48 | 3 | 29  | 9e rang LIH | n/d                  | Louis Trudel  |